# Nicola Salvatore Dino
Nicola Antonio Salvatore Dino (Torre Annunziata, 12 novembre 1843 – Portici, 2 febbraio 1919) è stato un matematico italiano.

## Biografia
Figlio del deputato del Regno d'Italia Ferdinando Salvatore Dino, e di Rosa Angiola Maria Luigia Correale, era nipote di Nicola Antonio Salvatore Dino, sindaco di Torre Annunziata dal 1835 al 1837.

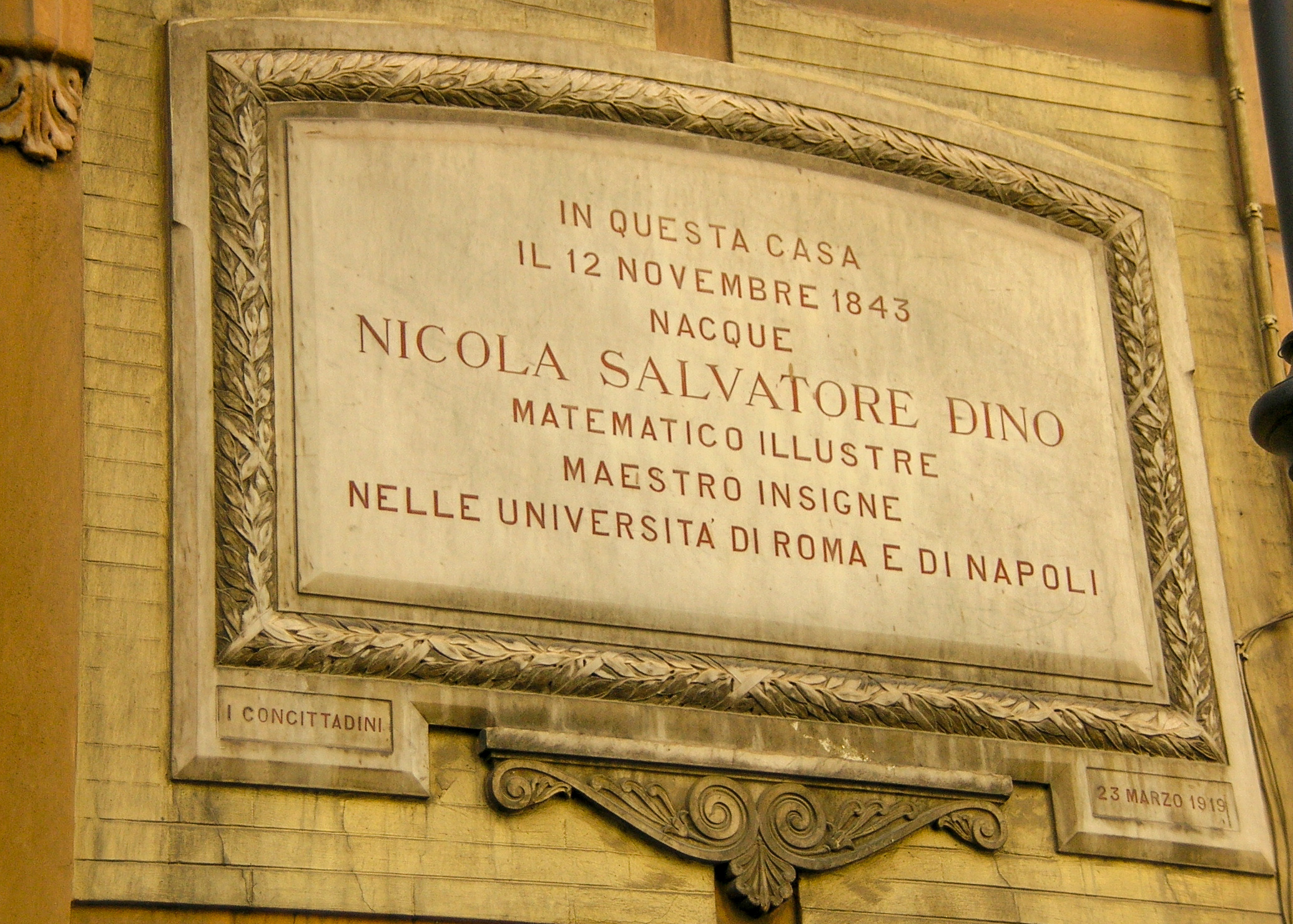
La lapide sulla casa natale di Nicola Salvatore Dino a Torre Annunziata

A 19 anni fu coadiutore di Achille Sannia per poi iniziare ad insegnare, prima alle medie e poi al Liceo Classico Umberto I di Napoli.

Nel 1868, insieme ad Enrico D'Ovidio, ottenne all'Università di Napoli la laurea in matematica pura honoris causa, cioè con dispensa dagli esami, ...per la moltitudine di svariate e difficili ricerche di Analisi, Geometria e Meccanica.
Dopo 20 anni di insegnamento, nel 1882 fu nominato professore alla Sapienza di Roma, rimanendovi fino al 1886 quando ricevette un incarico dall'Università di Napoli.
Ordinario di geometria proiettiva e analitica, tra i suoi alunni vi fu il suo concittadino Ernesto Cesaro.

Fu inoltre Socio membro dell'Accademia delle Scienze e dell'Accademia Pontaniana di Napoli.
In suo onore l'amministrazione comunale di Torre Annunziata, nel 1919, fece murare una lapide sulla facciata della sua casa natale.

## Opere
- Alcune applicazioni analitiche del metodo delle caratteristiche: memoria di Nicola Salvatore Dino, 1875.
- Sul genere delle curve gobbe, 1879.
- Sulla intersezione di due superficie di 2. grado, Roma, 1881.
- Elementi di geometria proiettiva, Napoli, Morano, 1885.
- Elementi di geometria proiettiva: tavole, Napoli, B. Pellerano, 1902.
- Elementi di geometria analitica, Napoli, Pironti, 1918.
- Sulle coniche circoscritte e coniugate ad un triangolo : memoria di Nicola Salvatore Dino.
- Elementi di trigonometria: ad uso delle scuole secondarie, Napoli, F. Pironti, 1911.